# 上田リエコ
上田 リエコ（うえだ リエコ、12月25日 - ）は、 日本の漫画家。北海道出身・在住。血液型はAB型。別ペンネームに上田冬香がある。

## 経歴・特徴
『コミックPフラート』誌でデビュー。同誌と『COMICポプリクラブ』誌に作品を発表していた。現在は『comicアンスリウム』誌およびデジタル誌の『コミックグレープ』誌に作品を掲載している。
しっかりした線で描かれたキャラクターを描く。学生時代は実験をよくしていた。「水曜どうでしょう」のファンである。野球観戦も好きである。

## 作品リスト

### 単行本
1. 『ぴゅあこい』 2012年12月（2012年11月21日発売[8]）、マックス〈ポプリコミックス〉、ISBN 978-4-86379-081-0
  - なつこい〜プールと特別授業編〜 （COMICポプリクラブ 2012年9月号）
  - はるこい〜初恋と化学反応編〜 （COMICポプリクラブ 2012年6月号）
  - ゆきこい〜大雪編〜 （COMICポプリクラブ 2011年2月号）
  - はつこい〜夏と約束編〜 （コミックPフラート VOL.12〈COMICポプリクラブ2011年8月号増刊〉）
  - ゆきこい〜冬の祭典編〜 （コミックPフラート VOL.16〈COMICポプリクラブ2012年4月号増刊〉）
  - ねここい〜春の嵐編〜 （コミックPフラート VOL.11〈COMICポプリクラブ2011年6月号増刊〉）
  - かてきょの中身♥  （COMICポプリクラブ 2011年10月号）
  - 妹ブルマ★ダイエット （コミックPフラート VOL.8〈COMICポプリクラブ2010年12月号増刊〉）
  - ふゆこい〜初クリスマス編〜 （COMICポプリクラブ 2012年1月号[注 1]）
  - なつこい〜水着編〜 （コミックPフラート VOL.7〈COMICポプリクラブ2010年10月号増刊〉）
  - あきこい〜次の春に向けて編〜 （描き下ろし）
2. 『あまいしまい』 2015年5月25日発売[9]、ジーオーティー〈キャノプリCOMICS〉、ISBN 978-4-86084-962-7
  - こいしす～血縁だとか義理だとか～ （COMICアンスリウム VOL.24 2015年3月）
  - 泥酔した姉にお風呂で迫られる夜 （コミックグレープ VOL.17 2015年3月）
  - 処女な妹に大人のおもちゃで性教育 （コミックグレープ VOL.15 2015年1月）
  - 巨乳ギャルな妹に進路指導してたら迫られちゃった!? （コミックグレープ VOL.14 2014年12月）
  - 巨乳ナースの姉のえろ看護♥ （コミックグレープ VOL.11 2014年8月）
  - あねあい～姉がブルマで誘う件～ （COMICアンスリウム VOL.5 2013年8月）
  - はついく～好奇心と学習編～ （COMICポプリクラブ 2013年6月号）
  - はつちょこ～生徒会長と書記編～ （コミックPフラート VOL.22〈COMICポプリクラブ2013年4月号増刊〉）
  - ふゆこい ～お隣さんと受験編～ （コミックPフラート VOL.21〈COMICポプリクラブ2013年2月号増刊〉）
  - はつまま～義理の母が初恋の人で困ってる件～ （コミックグレープ VOL.1 2013年11月）
  - こいしす ～白い争い？編～ （描き下ろし）
3. 『童貞キラーな妹 ～ビッチ系巨乳ギャルにヤられ放題～』 2017年12月25日発売[10]、ジーオーティー〈GOTコミックス〉、ISBN 978-4-81480-065-0
4. 『童貞キラーな妹たち ～黒ギャルビッチに狙われた俺のチェリー～』 2020年2月25日発売[11]、ジーオーティー〈GOTコミックス〉、ISBN 978-4-82360-019-7